# Бої за Гуляйполе
Бої́ за Гуляйполе розпочалися після повномасштабного російського вторгнення в Україну, з 1 березня 2022 року.

## Перебіг подій

### Березень

#### 10 березня
У Запорізькій області, зокрема в місті Гуляйполе, розпочали часткову евакуацію населення.

#### 16 березня
Гуляйполе та місто Пологи продовжують тримати оборону. В Гуляйполі вже більше тижня немає світла, води та газу. Мер Гуляйполя в одному з інтервью зазначив, що громада межує із трьома областями: Донецькою, Дніпропетровською та Запорізькою, в цьому і є важливість населеного пункту для Росії.

#### 25 березня
Збройні сили України звільнили 3 села Гуляйпільської міської громади: Любимівка, Новозлатопіль та Малинівку.
До 30 березня Гуляйполе зазнавало майже місяць нічних обстрілів, у той час як його населення зменшилося приблизно до 2000 осіб, загинуло близько десятка мирних жителів.

### Квітень
21 квітня українським ПЗРК над Гуляйполем було збито три російські гелікоптери, що змусило колону російських танків відступити, а українська далекобійна артилерія також знищила 24 російські танки та 10 БТРів у районі с. місто. Міський голова Гуляйполя Сергій Ярмак повідомив, що місцеві українські формування назвали свої оборонні позиції на честь Гуляйпільця Нестора Махна, учасника Визвольної війни.
25 квітня російські війська почали зосереджувати зусилля на захопленні Гуляйполя, зміцненні власних позицій та обстрілі українських. Наступного дня під час російського артилерійського обстрілу, який тривав кілька днів, було поранено трьох людей і зруйновано кілька будинків. Пізніше обласна влада Запоріжжя повідомила, що російські війська в цьому районі розстрілювали власні автомобілі, щоб не потрапити на фронт під Гуляйполе, а також скаржилися на неефективність їхніх ударів по Військах територіальної оборони.

### Травень
6 травня російські війська почали обстрілювати місто артилерією та авіацією. У відповідь на обстріл Сергій Ярмак віддав наказ про евакуацію жителів міста. 14 травня повідомлялося, що багато житлових будинків було пошкоджено або зруйновано під час триваючого обстрілу, що Служба безпеки Запоріжжя розцінила як військовий злочин. Російські війська також знищили дорогу між утримуваним Україною Гуляйполем і утримованим Росією містом Пологи, використовуючи міни.
28 травня 45-та окрема артилерійська бригада ЗСУ опублікувала відео, на якому зафіксовано артилерійський обстріл російських військ, які, як повідомляється, грабували хутір поблизу Гуляйполя.

### Червень

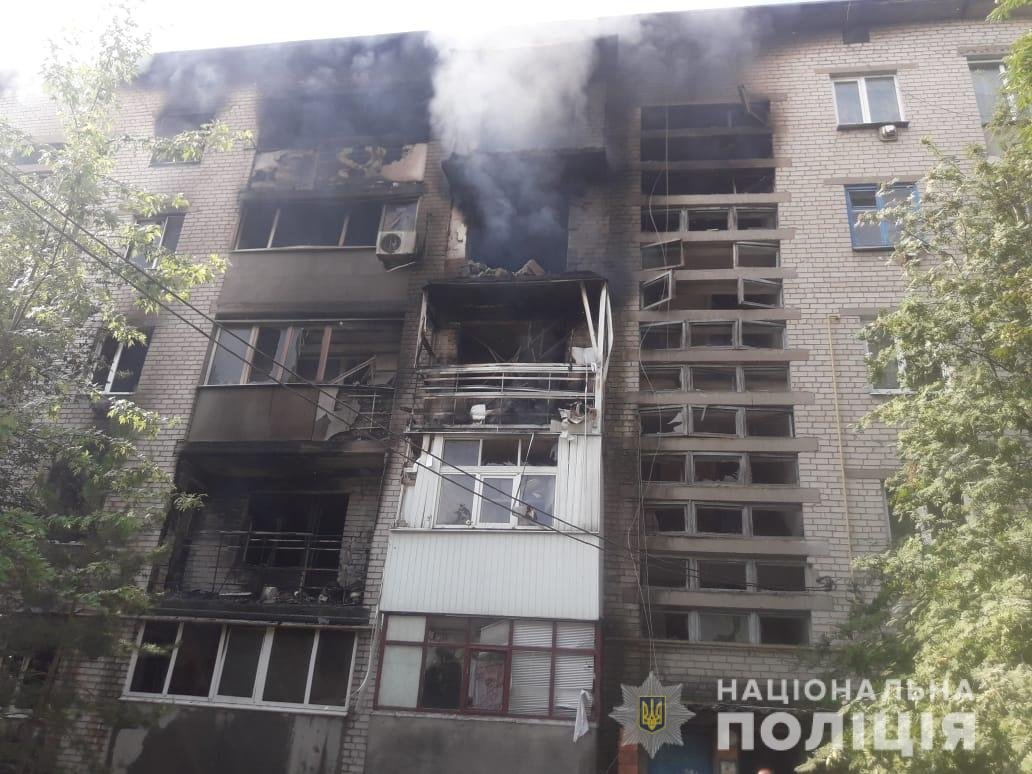
Будинок після обстрілу 30 червня

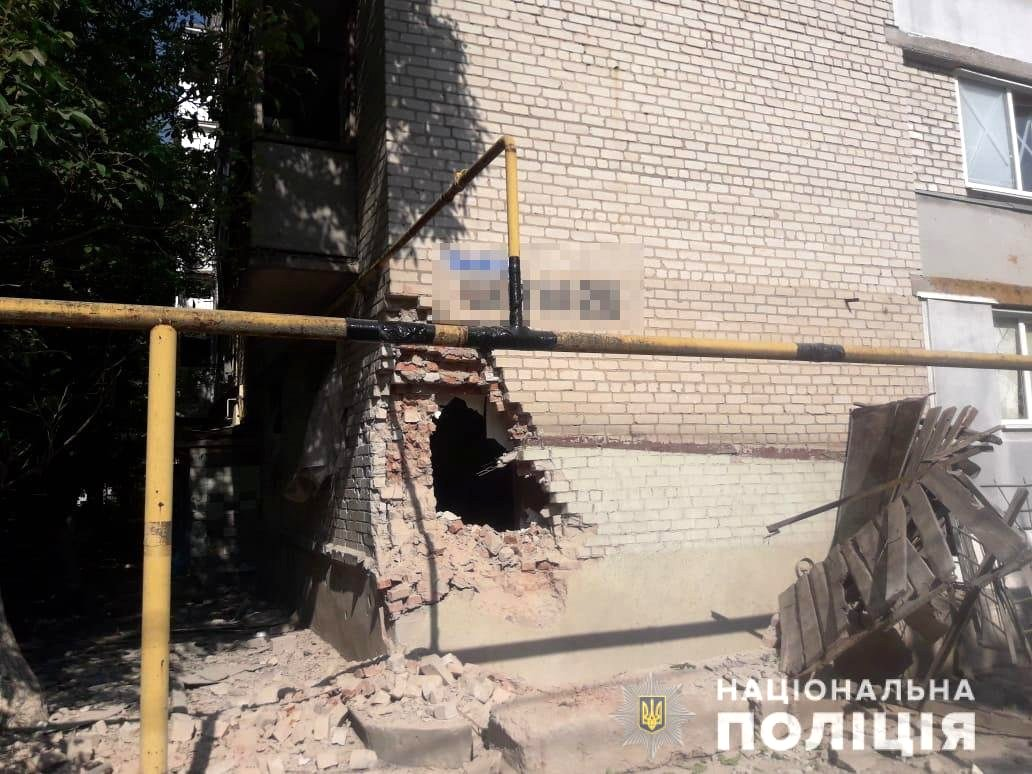
Будинок після обстрілу 30 червня

У червні російські війська застосували реактивні системи залпового вогню, щоб обстріляти залишки цивільної інфраструктури Гуляйполя. Голова Запорізької обласної державної адміністрації Олександр Старух повідомив, що під Гуляйполем, де ще тривають бойові дії, відбувається посилення української лінії оборони. 7 червня під час російського артилерійського обстрілу Гуляйполя було поранено 10-річну дитину.
9 червня Головне управління розвідки Міністерства оборони України повідомило, що тіла російських військових, які загинули в боях у Гуляйполі, було доставлено на м’ясокомбінат в окупованому Росією Мелітополі, і звинуватило російський уряд у применшуванні кількості жертв. У Головному розвідувальному управлінні також повідомили, що на початку квітня була спроба прорвати облогу Маріуполя, але загін, спрямований з Гуляйполя для прориву в місто, був відбитий рубежем російської оборони.
13 червня російські ВПС завдали серії авіаударів по українських позиціях у Гуляйполі. Повідомляється, що російські збройні сили продовжували націлюватися на цивільну інфраструктуру, а не наводити прямих ударів по українських силах. За даними Генштабу ЗСУ, цей продовжений обстріл вівся з метою стримування українських сил у Гуляйполі в рамках спроби російських військ захопити місто Сєвєродонецьк. По українських позиціях у Гуляйполі російські війська били з мінометів, артилерії та реактивних систем залпового вогню, але українці змогли відбити наступ росіян. Українські сили досягли незначних успіхів у районі Гуляйполя, хоча це призвело до великих витрат особового складу, багато українців були поранені під час артилерійського вогню.
18 червня продовжувався обстріл Гуляйполя, було пошкоджено кілька житлових і господарських будинків, поранено низку мирних жителів. 28 червня з метою стримування українських сил під час наступу Росії на Лисичанськ російські війська обстріляли українські позиції в Гуляйполі.
28 червня через обстріл горів Гуляйпільський професійний аграрний ліцей.

### Липень

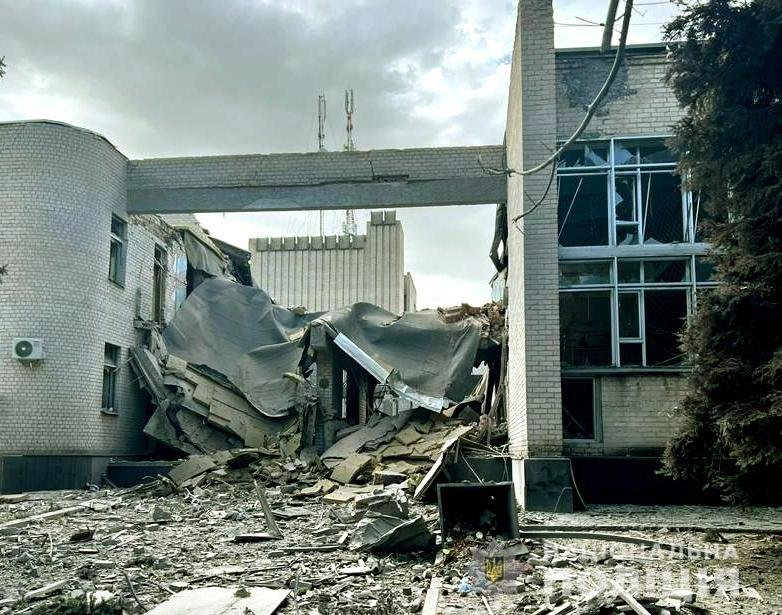
Спорткомплекс після обстрілу

5 липня Запорізька обласна військова адміністрація повідомила про продовження російських ракетних обстрілів цивільної інфраструктури в Гуляйполі. 10 липня Генштаб ЗСУ також повідомив про постійні артилерійські обстріли Росії Гуляйполем. Після російського ракетного обстрілу Гуляйполя 12 липня Національна поліція України повідомила, що касетні бомби розірвалися на прилеглих сільськогосподарських полях і спалили понад 600 гектарів зернових.
Хоча подальших наступальних дій на Запоріжжі ЗС РФ не проводили, вони продовжили обстріли Гуляйполя.

### Серпень
В серпні обстрілами був частково зруйнований спорткомплекс Гуляйполя.

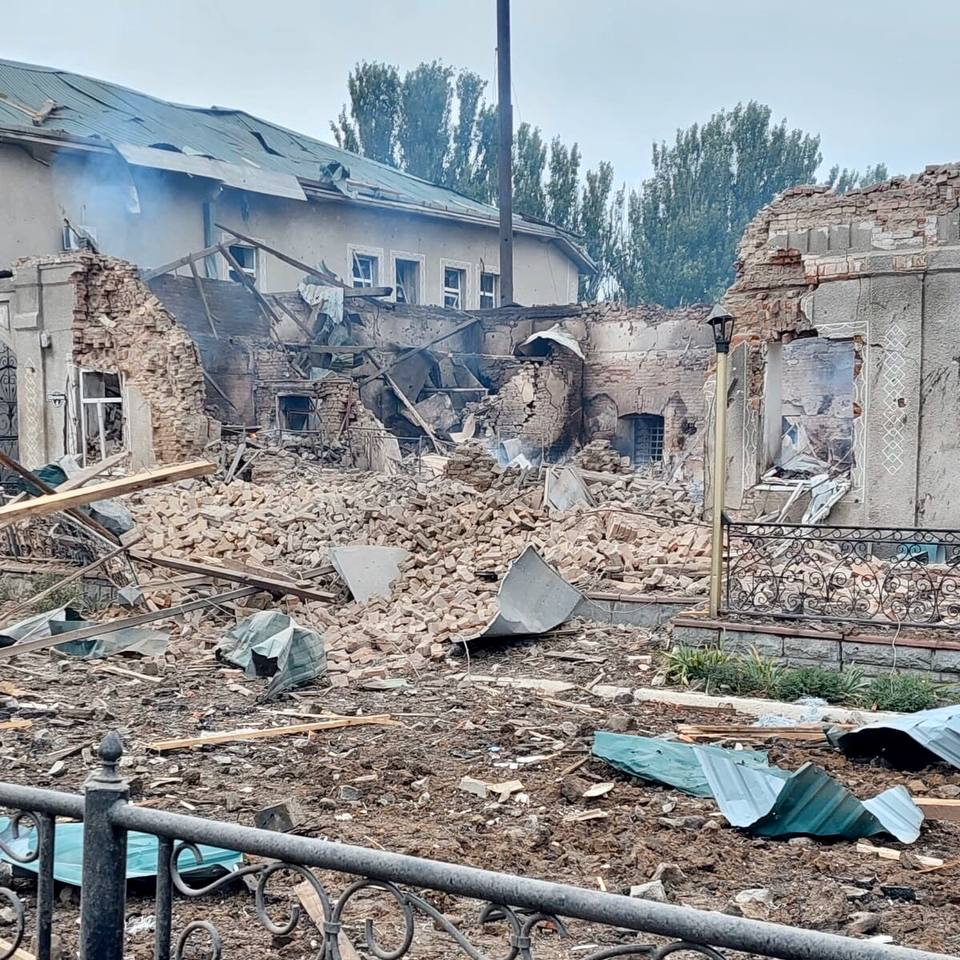
Будинок купця Карманова з прибудовами (1900) після обстрілу

### Руйнування культурної спадщини
Обстрілами міста було пошкоджено, а потім знищено будівлю краєзнавчого музею (1901). Також пошкоджено, зокрема, садибу родини Кріґер (1892), в якій планували відкрити його філіал, будівлю парового млина «Надія» (1894), будинок купця Карманова (1900), садибу міщан Мєлєшкових (1910-і), будівлю заїжджого двору, готель Альтгаузена, прибутковий будинок Якова Гуревича (нині міськрада), будинок почесних громадян Міткальових (вигорів вщент), будинок махновського командира Панченка (пряме влучання) та інші будинки, пов'язані з різними постатями історії міста.